# Адріа Архона
Адріа Архона (англ. Adria Arjona, нар. 24 квітня 1992, Сан-Хуан, Пуерто-Рико) — американська акторка телебачення та кіно гватемало-пуерториканського походження. Найвідоміша роль: Емілі у другому сезоні «Справжнього детектива».

## Біографія
Адріа Архона народилася в Пуерто-Рико, але виросла в Мехіко. Її мати, Леслі Торрес, пуерториканка, а батько, Рікардо Архона, гватемальський співак і автор пісень. Дитиною вона часто переїжджала. Батько брав її з собою в тури, дозволяючи займатися музикою і мистецтвом і насолоджуватися богемним способом життя. У 12 років вона переїхала в Маямі і жила там до 18 років, після чого самостійно переїхала в Нью-Йорк, де працювала офіціанткою і хостес, поки вчилася акторській майстерності в Інституті театру і кіно Лі Страсберга.
Адріа вийшла заміж за свого давнього бойфренда, пуерториканського адвоката Едгардо Каналеса в Гватемалі 31 серпня 2019 року. Вони розлучилися у 2023 році. Станом на 2024 рік вона перебуває у стосунках з актором Джейсоном Момоа.

## Кар'єра
Серед ранніх телевізійних ролей — Емілі у другому сезоні антологічного телесеріалу «Справжнього детектива» (2015) та Дані Сілва у двох епізодах телесеріалу «В полі зору» (у 2014 та 2015 роках). Пізніше вона виконала головну роль (Дороті Ґейл) в «Смарагдовому місті» і зіграла Анатему Девайс у міні-серіалі «Добрі прикмети».

## Фільмографія
| Рік       |   | Українська назва                    | Оригінальна назва     | Роль              |
| --------- | - | ----------------------------------- | --------------------- | ----------------- |
| 2014      | с | Незабутнє                           | Unforgettable         | Сьюзі Хоучен      |
| 2014—2015 | с | Підозрюваний                        | Person of Interest    | Дені Сільва       |
| 2015      | ф | Маленька Галісія                    | Little Galicia        | Патрісія          |
| 2015      | с | Справжній детектив                  | True Detective        | Емілі             |
| 2015      | с | Нарко                               | Narcos                | Хелена            |
| 2015      | ф | Вони                                | Eos                   | жінка             |
| 2016      | ф | Аномальний                          | Anomalous             | Кейт Грант        |
| 2017      | ф | Експеримент «Офіс»                  | The Belko Experiment  | Леандро Флоріна   |
| 2017      | с | Смарагдове місто                    | Emerald City          | Дороті Ґейл       |
| 2018      | ф | Душа компанії                       | Life of the Party     | Аманда            |
| 2018      | ф | Тихоокеанський рубіж: Повстання     | Pacific Rim: Uprising | Джулс Рейс        |
| 2019      | с | Добрі передвісники                  | Good Omens            | Анатема Пристрійт |
| 2019      | ф | Потрійний кордон                    | Triple Frontier       | Йованна           |
| 2019      | ф | Шестеро поза законом                | Six Underground       | П'ята             |
| 2020      | с | Монстерленд                         | Monsterland           | русалонька        |
| 2021      | ф | Мила дівчина                        | Sweet Girl            | Аманда Купер      |
| 2022      | ф | Морбіус                             | Morbius               | Мартіна Бенкрофт  |
| 2022—2025 | с | Андор                               | Andors                | Бікс Калін        |
| 2022      | ф | Батько нареченої                    | Father of the Bride   | Софія Еррера      |
| 2023      | ф | Найманий убивця                     | Hit Man               | Медді Мастерс     |
| 2024      | ф |                                     | Los Frikis            | Марія             |
| 2024      | ф | Кліпни двічі                        | Blink Twice           | Сара              |
| 2025      | ф | Сплітсвіль. Розлучення по-дорослому | Splitsville           | Ешлі              |